# Агнесса Пфальцская
Агнесса Пфальцская (1201—1267) — дочь пфальцграфа Рейнского Генриха V и его первой жены Агнессы Гогенштауфен, дочери пфальцграфа Рейнского Конрада. В браке с Оттоном II Светлейшим — герцогиня Баварии (1231—1253).

## Жизнь
Агнесса вышла замуж за Оттона II в Вормсе, когда он достиг совершеннолетия в 1222 году. Она была на пять лет его старше. Благодаря этому браку семья Виттельсбахов унаследовала Пфальц и владела им до 1918 года. С того времени лев стал геральдическим символом в гербе Баварии и Пфальца.
В 1231 году после смерти отца Оттона, герцога Баварского Людвига I, Оттон и Агнесса стали герцогами и герцогинями Баварскими.
После окончания спора с императором Фридрихом II, Оттон вступил в партию Гогенштауфенов в 1241 году. Их дочь Елизавета была замужем за сыном Фридриха Конрадом IV. Из-за этого папа отлучил Оттона от церкви.
Агнесса и Оттон были женаты на протяжении 31 года и имели пятерых детей. Агнесса овдовела в 1253 году и умерла 14 лет спустя, в 1267 году. Она была похоронена в Шайерне.

## Дети
У Агнессы и Оттона было не меньше пятерых детей:
- Людвиг (1229—1294)
- Генрих (1235—1290)
- Елизавета (1227—1273), замужем сначала за германским королём Конрадом IV, затем за герцогом Каринтии и Краины Мейнхардом II
- София (1236—1289), замужем за графом Гербхардом VI фон Зульцбах унд Хиршберг
- Агнесса (1240—1306), стала монахиней